# Vulpia
Vulpia es un género de plantas herbáceas perteneciente a la familia de las poáceas. Es originario del norte de Asia y Norteamérica.

## Descripción
Son plantas anuales, a veces cespitosas o estoloníferas. Hoja con vaina con márgenes libres; lígula truncada, a menudo lacerada; limbo setáceo y convoluto, al menos en la desecación, rara vez plano. Inflorescencia en panícula o en racimo, generalmente unilateral. Espiguillas con pedúnculos generalmente dilatados, cuneiformes, marcadamente comprimidas, con 3-10 flores, las superiores frecuentemente estériles; raquilla escábrida o pelosa. Espiguillas desarticulándose por debajo de las flores o por la base de los pedúnculos. Glumas 2, muy desiguales, generalmente más cortas que las flores, herbáceas, agudas, múticas o aristadas; la inferior sin nervios o uninervadas, rara vez trinervadas; la superior más larga que la inferior, trinervada. Lema con (3-) 5 nervios, lanceoladas, papiráceas, generalmente con 1 arista apical, antrorso-escábrida. Pálea algo más corta que la lema, membranosa, bidentada, con 2 quillas antrorso-escábrida o ciliadas. Androceo con 1-3 estambres fértiles. Ovario glabro. Cariopsis estrechamente elipsoidea, soldadas a la pálea.

## Taxonomía
El género fue descrito por Carl Christian Gmelin y publicado en Flora Badensis Alsatica 1: 8. 1805. La especie tipo es: Vulpia myuros
Etimología
El nombre del género fue nombrado en honor de J.S.Vulpius (1760–1840)
Citología
Tiene un número de cromosomas de: x = 7. 2n = 14, 28, y 42. 2, 4, y 6 ploidias. Cromosomas ‘grandes’.

## Especies
| - Vulpia aetnensis - Vulpia agrestis - Vulpia alopecura - Vulpia alopecuros - Vulpia alpina - Vulpia ambigua - Vulpia antofagastensis - Vulpia antucensis - Vulpia arida - Vulpia attenuata - Vulpia australis - Vulpia avenacea - Vulpia avenella - Vulpia brauniana - Vulpia brevis - Vulpia bromoidea - Vulpia bromoides - Vulpia broteri - Vulpia browniana - Vulpia ciliata - Vulpia confusa - Vulpia crinita - Vulpia cynosuroides - Vulpia danthonii - Vulpia delicatula - Vulpia dertonensis - Vulpia eastwoodae - Vulpia elliotea - Vulpia eriolepis - Vulpia exserta - Vulpia fasciculata - Vulpia fibrosa - Vulpia flavescens - Vulpia fontquerana - Vulpia gaudiniana - Vulpia geniculata | - Vulpia gracilis - Vulpia granulata - Vulpia grayi - Vulpia gypsophila - Vulpia hackelii - Vulpia hirtiglumis - Vulpia hispanica - Vulpia hispidula - Vulpia hybrida - Vulpia incrassata - Vulpia inops - Vulpia letourneuxii - Vulpia ligustica - Vulpia linneana - Vulpia litardiereana - Vulpia longiseta - Vulpia longivaginata - Vulpia major - Vulpia mandaliscae - Vulpia maritima - Vulpia megalura - Vulpia megastachya - Vulpia membranacea - Vulpia michelii - Vulpia microstachya - Vulpia microstachys - Vulpia munozi - Vulpia muralis - Vulpia murorum - Vulpia myuros - Vulpia nardus - Vulpia obtusa - Vulpia octoflora - Vulpia pacifica - Vulpia panarmitana - Vulpia parlatoris | - Vulpia patens - Vulpia pauana - Vulpia pectinata - Vulpia pectinella - Vulpia persica - Vulpia pilosa - Vulpia pseudomyurus - Vulpia pyramidata - Vulpia quadrifora - Vulpia reclinata - Vulpia rectisecta - Vulpia rectiseta - Vulpia reflexa - Vulpia rigida - Vulpia scabra - Vulpia schoushoei - Vulpia sciurea - Vulpia sciuroides - Vulpia setacea - Vulpia sicula - Vulpia stipoides - Vulpia subalata - Vulpia subciliata - Vulpia tenella - Vulpia teneriffae - Vulpia tenuicula - Vulpia tenuiflora - Vulpia tenuis - Vulpia tracyi - Vulpia ulochaeta - Vulpia uniglumis - Vulpia unilateralis - Vulpia unioloides - Vulpia vaginata - Vulpia villosa |

## Híbridos
Existen híbridos intergenéricos entre especies de Vulpia y de Festuca formando - ×Festulpia Melderis ex Stace & R.Cotton.